# Modello REDDITI
Il modello REDDITI è uno dei modelli utilizzati in Italia tramite il quale è possibile presentare diverse dichiarazioni fiscali. Dal 2017 ha sostituito il modello di dichiarazione unificato compensativo, meglio conosciuto come Modello Uni.Co.

## Soggetti tenuti alla presentazione
Sono coloro che percepiscono redditi di: terreni, fabbricati, partecipazione, lavoro dipendente, lavoro autonomo occasionale o continuativo, impresa,  pensione ed altri redditi cui siano riservati quadri di riferimento.
I contribuenti che, pur potendo utilizzare il modello 730, si avvalgono del modello REDDITI, sono tenuti a trasmetterlo telematicamente, ossia non possono presentarlo in formato cartaceo.

## Casi di utilizzo
La persona fisica deve utilizzare il modello REDDITI qualora:
- percepisca redditi d'impresa (es: partecipazioni in società);
- percepisca redditi di lavoro autonomo per i quali è richiesta la partita IVA;
- percepisca redditi "diversi", non compresi tra i redditi indicati nel quadro D, rigo 4 del modello 730 (es. i redditi da cessioni di azienda);
- debba presentare dichiarazioni IVA e IRAP, come i venditori "porta a porta";
- non sia stata residente in Italia nei due anni precedenti l'anno della dichiarazione;
- percepisca redditi di lavoro dipendente da datori di lavoro non tenuti ad effettuare ritenute d'acconto, come le colf;
- abbia realizzato plusvalenze da cessione di partecipazioni qualificate.

Non può essere presentato in forma congiunta.

## Tipologie
Esistono i seguenti 4 tipologie di Modello REDDITI:
- REDDITI/PF - riservato alle persone fisiche;
- REDDITI/ENC - riservato agli enti non commerciali ed equiparati;
- REDDITI/SC - riservato alle società di capitali, enti commerciali ed equiparati;
- REDDITI/SP - riservato alle società di persone ed equiparate.

## Risultato del modello
- Saldo a debito: deve essere versato direttamente dal contribuente utilizzando il modello F24 tramite banca, posta o, nei casi in cui la legge lo impone, attraverso i sistemi telematici messi a disposizione dell'Agenzia delle entrate.
- Saldo a credito: può essere chiesto a rimborso oppure lasciato a credito per essere utilizzato in diminuzione di imposte eventualmente dovute per l'anno in corso o per l'anno successivo.